# 克利爾萊克 (明尼蘇達州)
克利爾萊克（英語：Clear Lake）是一個位於美國明尼蘇達州舍本縣的城市。

## 人口
根據2020年美國人口普查的數據，克利爾萊克的面積為2.84平方千米，當中陸地面積為2.71平方千米，而水域面積為0.13平方千米。當地共有人口641人，而人口密度為每平方千米226人。